# Ostara (Band)
Ostara ist eine australische Rock- und Neofolk-Gruppe, die 1991 unter dem Namen Strength Through Joy gegründet wurde. Trotz des an die nationalsozialistische Gemeinschaft Kraft durch Freude angelehnten Namens weisen die Musiker keine NS-Ideologie auf, sondern sprechen von einem Interesse an der mit dem Namen der Organisation ihrer Ansicht nach zusammenhängenden Ironie; außerdem ist Richard Leviathan jüdischer Herkunft (eigentlich Richard Jason Levy).

## Geschichte
Nach der Versendung einiger Demoaufnahmen an Douglas Pearce von Death in June, der Strength Through Joys Single Dark Rose, ihr Debütalbum The Force of Truth and Lies und die Doppel-CD Salute to Light produzierte und veröffentlichte. 1999 zogen die Musiker von Australien nach Levy nach England und nach Deutschland beziehungsweise Irland. Wegen der Assoziationen des Projektnamens wählten sie den Namen Ostara, der allerdings aufgrund der vom Ariosophen Jörg Lanz von Liebenfels herausgegebenen Zeitschrift Ostara ebenfalls entsprechende Assoziationen hervorruft. Das Debütalbum unter dem neuen Namen Ostara, Secret Homeland, erschien 2000. Es beschäftigte sich u. a. mit esoterischen Themen und dem Unternehmen Walküre während der Zeit des Nationalsozialismus in Deutschland.
Nachdem sich der Stil zwischenzeitlich vom einfachen Neofolk zur Rockmusik gewandelt hat, näherte sich die Band mit dem Akustik-Album The Only Solace wieder dem Neofolk-Genre. So spielten sie 2008 auch mit den Neofolk-Gruppen Lux Interna und Luftwaffe.

## Diskografie
als Strength Through Joy
- 1994: Dark Rose (Single)
- 1995: The Force of Truth and Lies (Album)
- 1996: Salute to Light (Doppel-Album)

als Ostara
- 1999: Operation Valkrie (Single)
- 2000: Secret Homeland (Album)
- 2002: Whispers to the Soul (EP)
- 2002: Kingdom Gone (Album)
- 2003: Ultima Thule (Album)
- 2005: Immaculate Destruction (Album)
- 2009: The Only Solace (Album)
- 2013: Paradise Down South (Album)
- 2017: Napoleonic Blues
- 2020: Eclipse of the West
- 2023: Age of Empire